# Acanthophoenix rousselii
Acanthophoenix rousselii là loài thực vật có hoa thuộc họ Arecaceae. Loài này được N.Ludw. mô tả khoa học đầu tiên năm 2006.

## Hình ảnh

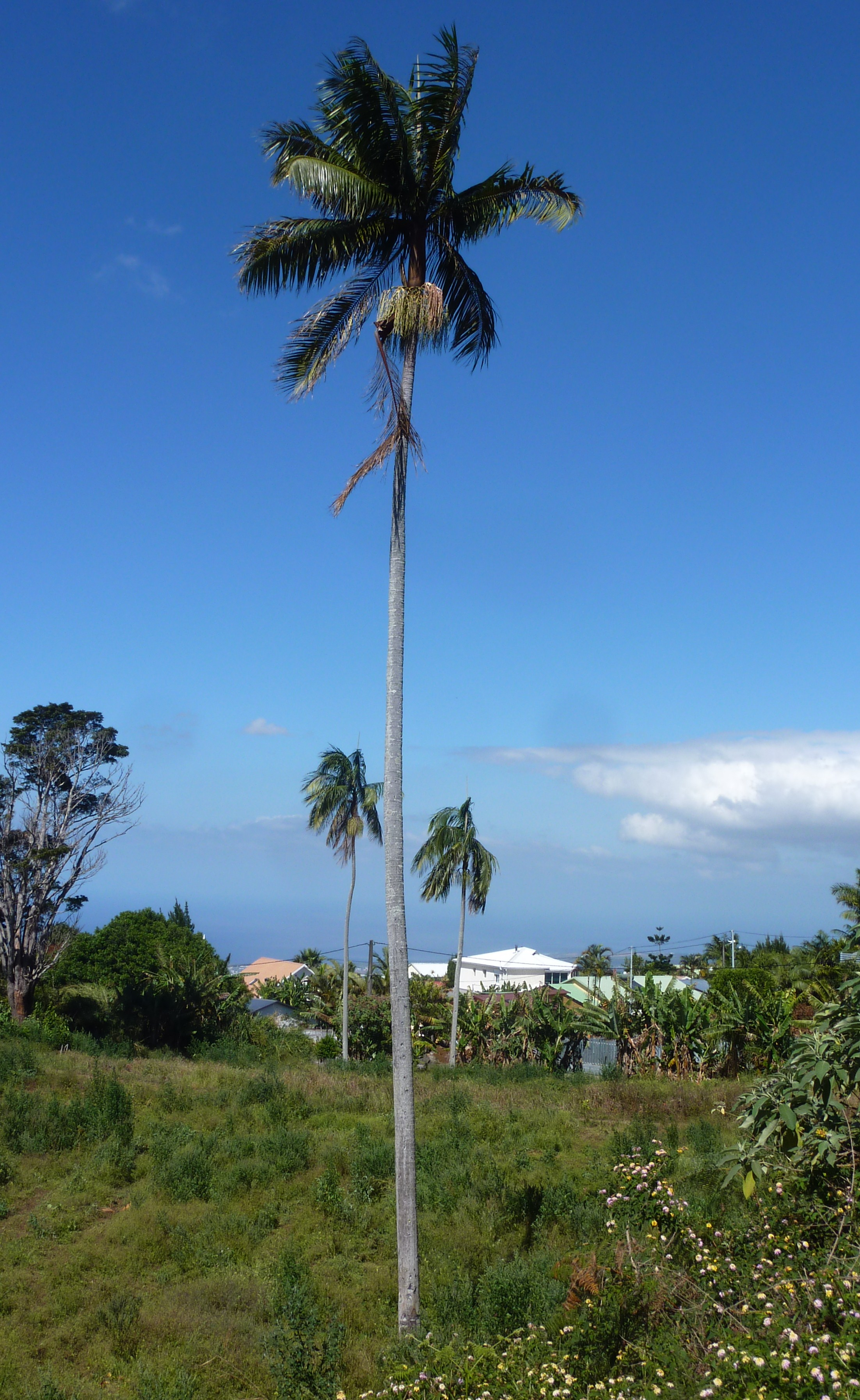